# João Souza
João Olavo Soares de Souza (* 27. Mai 1988 in Mogi das Cruzes) ist ein ehemaliger brasilianischer Tennisspieler, der 2020 aufgrund von Spielmanipulationen von der ITF lebenslang gesperrt worden ist.

## Karriere
João Souza begann im Alter von neun Jahren mit dem Tennisspielen. 2005 zog er nach Rio de Janeiro, wo er mit Ricardo Acioly trainierte, der Ende der 80er Jahre einige ATP-Titel im Doppel gewann und von 1998 bis 2003 Kapitän des brasilianischen Davis-Cup-Teams war. Die Zusammenarbeit führte schnell zu Erfolgen. Auf der Juniorentour gewann Souza einige Turniere im südamerikanischen Raum, wodurch er bis auf Platz 51 der Junioren-Weltrangliste stieg. Parallel dazu spielte Souza schon ab 2004 im Erwachsenenbereich auf Future-Turnieren und wurde nach ersten Matchgewinnen im September 2005 erstmals in der ATP-Weltrangliste geführt. Im Oktober 2006 erreichte er erstmals ein Future-Finale und im Mai 2007 gewann er seinen ersten Future-Titel. Im weiteren Jahresverlauf konnte er zwei weitere Future-Turniere gewinnen, zudem konnte er auch bei Challenger-Turnieren erste Siege feiern. Das Jahr 2007 beendete er auf Platz 313 der Weltrangliste. 2008 gewann Souza zwei weitere Future-Titel und bei Challenger-Turnieren erreichte er dreimal ein Halbfinale. Zudem versuchte er sich in diesem Jahr erstmals für ein Grand-Slam-Turnier zu qualifizieren; er kam jedoch nur bis zur zweiten Qualifikationsrunde. Im Dezember 2008 wurde Souza erstmals in den Top 200 der Weltrangliste geführt. Im Februar 2009 bekam er zusammen mit seinem Landsmann Ricardo Hocevar eine Wildcard für das ATP-Turnier von Costa do Sauípe. Sie schieden bereits in der ersten Runde gegen Lucas Arnold Ker und Juan Mónaco aus. Nachdem er im Laufe des Jahres 2009 schon dreimal im Halbfinale eines Challenger-Turniers gescheitert war, konnte Souza im November 2009 in Medellín erstmals ein Finale erreichen. Er verlor es in drei knappen Sätzen gegen den Top-100-Spieler Juan Ignacio Chela. Schon im Mai 2009 hatte Souza in Pereira erstmals einen Challenger-Titel im Doppel gewinnen können.
Im Februar 2010 konnte er sich in Santiago de Chile erstmals für das Einzel-Hauptfeld eines ATP-Turniers qualifizieren. In der ersten Runde besiegte er den an Position 7 gesetzten Simon Greul, danach rückte er durch Siege über Pere Riba sowie Alberto Martín bis ins Halbfinale vor. Dort war er gegen den Top-30-Spieler Juan Mónaco chancenlos. Beim folgenden ATP-Turnier in Costa do Sauípe konnte Souza wegen eines Special Exempts ohne Qualifikation im Hauptfeld antreten. Er schied jedoch bereits in der ersten Runde gegen Victor Hănescu aus. Im April 2010 gewann er in Bogotá seinen ersten Challenger-Titel. Dabei besiegte er mit Santiago Giraldo im Halbfinale und Alejandro Falla im Finale die beiden besten kolumbianischen Spieler auf heimischem Boden. Im weiteren Saisonverlauf verpasste Souza immer wieder den Sprung ins Hauptfeld. Dagegen gewann er aber im September 2010 – erneut in Bogotá – durch einen Sieg über Reda El Amrani seinen zweiten Challenger-Titel. Dabei gab er im gesamten Turnierverlauf keinen Satz ab. Nur zwei Wochen später erreichte er erneut ein Finale, er musste sich in Quito jedoch in drei Sätzen dem Lokalmatador Giovanni Lapentti geschlagen geben. Zu Beginn des Jahres 2011 schied Souza bei der Qualifikation zu den Australian Open bereits in der ersten Runde aus. Beim ATP-Turnier von Santiago de Chile im Februar 2011 besiegte er in der ersten Runde den Top-100-Spieler Pablo Cuevas, verlor aber dann in der zweiten Runde gegen Máximo González. Auch beim folgenden ATP-Turnier in Costa do Sauípe schied Souza in der zweiten Runde aus. Der nächste größere Erfolg gelang ihm im April 2011 beim Challenger-Turnier in Santos, bei dem er zunächst im Halbfinale den Top-100-Spieler Ricardo Mello besiegte und anschließend auch im Finale gegen Diego Junqueira als Sieger vom Platz ging und somit seinen ersten Titel in diesem Jahr gewann. Einen Monat später traf er in Zagreb in einem Challenger-Finale erneut auf Junqueira, diesmal verlor er jedoch in zwei Sätzen. Im Juli 2011 qualifizierte sich Souza für das ATP-Turnier in Gstaad, bei dem er in der ersten Runde in drei Sätzen gegen Frederico Gil verlor. Eine Woche später qualifizierte er sich in Kitzbühel erneut für ein ATP-Turnier; dort erreichte er unter anderem durch einen Sieg über den Top-50-Spieler Pablo Andújar zum zweiten Mal in seiner Karriere ein ATP-Halbfinale. Er unterlag zwar in drei Sätzen dem späteren Turniersieger Robin Haase, stieß aber erstmals in die Top 100 der Weltrangliste vor. Im August 2011 konnte sich Souza bei den US Open erstmals für ein Grand-Slam-Turnier qualifizieren, er schied jedoch in der ersten Hauptrunde gegen Robby Ginepri aus. Beim letzten ATP-Sandplatzturnier der Saison in Bukarest erreichte er noch einmal ein Viertelfinale und besiegte dabei unter anderem den an Position 5 gesetzten Top-50-Spieler Tommy Robredo. Nachdem er das Vorjahr auf Platz 104 der Weltrangliste beendet hatte, war Souza 2012 bei den Australian Open direkt qualifiziert; er unterlag jedoch in der ersten Runde Matthew Ebden. Im Doppel erreichte er hingegen an der Seite seines Landsmannes Ricardo Mello das Achtelfinale, das sie gegen die späteren Halbfinalisten Robert Lindstedt und Horia Tecău verloren. Beim anschließenden ATP-Turnier in Viña del Mar erreichte Souza nach einem Sieg über den an Position acht gesetzten Filippo Volandri sowie den ehemaligen Top-10-Spieler Fernando González das Viertelfinale, in dem er gegen Juan Ignacio Chela ausschied. Im weiteren Saisonverlauf gewann er auf der Challenger Tour auf Sand die Einzelkonkurrenzen in Cali und Quito. An der Seite von Marcelo Demoliner sicherte er sich in der zweiten Saisonhälfte auf der Challenger Tour drei Titelgewinne im Doppel, allesamt in Brasilien. Sie gewannen zunächst Ende September in Campinas, ehe sie im Oktober binnen zwei Wochen die Turniere in Rio de Janeiro und Porto Alegre gewannen. In der nächsten Saison folgten zwei weitere gemeinsame Turniersiege in Santiago de Chile und São Paulo. Darüber hinaus gewann er 2013 das Einzel in São José do Rio Preto, bei dem er im Finale Alejandro González in zwei Sätzen schlug. Zu Saisonbeginn gelang Souza 2014 ein weiterer Finalerfolg gegen González, als er diesen in São Paulo erneut in zwei Sätzen bezwingen konnte. Der Turniersieg war sein einziger im Einzel, der ihm auf Hartplatz gelang. Mit Marcelo Demoliner sicherte er sich im September in Quito seinen siebten Karrieretitel auf der Challenger Tour im Doppel. 2015 blieb er erstmals seit 2008 ohne Titelgewinn im Einzel oder Doppel auf der Challenger Tour, erreichte dafür aber im April 2015 mit Rang 69 seine beste Weltranglistenposition. Außerdem erreichte er auf der World Tour erstmals das Finale einer Doppelkonkurrenz. An der Seite von Víctor Estrella zog er ins ATP-Finale von Quito ein, das die beiden gegen Gero Kretschmer und Alexander Satschko mit 5:7 und 6:7 (3:7) verloren. In der Challenger-Saison 2016 gewann Souza binnen zwei Wochen die Einzelkonkurrenzen in Cortina d’Ampezzo und Fano. Sein achter und neunter Titelerfolg im Einzel waren gleichzeitig seine letzten, die anschließenden Saisons verliefen ohne Titelgewinn für Souza. Nachdem er 2016 bereits kurzfristig aus den Top 200 der Weltrangliste herausgefallen war, fiel er 2017 bis Jahresende auf Rang 246 zurück. Ende 2018 war er nur noch auf Rang 400 verzeichnet und fiel Anfang 2019 noch weiter zurück.
Im März 2019 wurde Souza wegen Korruptionsvorwürfen von der Tennis Integrity Unit vorläufig gesperrt. Diese Sperre wurde im Januar 2020 bestätigt, denn die Integrity Unit sah es als erwiesen an, dass Souza in den Jahren 2015 bis 2019 wiederholt Spiele auf der ATP Challenger Tour sowie ITF Future Events in Brasilien, Mexiko, den USA und Tschechien manipulierte und verschob. Außerdem kam Souza seinen Pflichten nicht nach, Kontaktaufnahmen von Wettbetrügern beim Verband zu melden. Mit der Sperre wurde Souza lebenslang verboten, aktiv am Tennissport teilzunehmen oder auch nur ein offizielles Turnier zu besuchen. Außerdem wurde er zur Zahlung einer Strafe in Höhe von 200.000 US-Dollar verurteilt.

## Erfolge
| Legende (Anzahl der Siege)  |
| Grand Slam                  |
| ATP World Tour Finals       |
| ATP World Tour Masters 1000 |
| ATP World Tour 500          |
| ATP World Tour 250          |
| ATP Challenger Tour (16)    |

### Einzel

#### Turniersiege
| Nr. | Datum              | Turnier               | Belag     | Finalgegner        | Ergebnis        |
| --- | ------------------ | --------------------- | --------- | ------------------ | --------------- |
| 1.  | 11. April 2010     | Bogotá                | Sand      | Alejandro Falla    | 4:6, 6:4, 6:1   |
| 2.  | 26. September 2010 | Bogotá                | Sand      | Reda El Amrani     | 7:5, 7:66       |
| 3.  | 24. April 2011     | Santos                | Sand      | Diego Junqueira    | 6:4, 6:2        |
| 4.  | 16. September 2012 | Cali                  | Sand      | Thiago Alves       | 6:2, 6:4        |
| 5.  | 7. Oktober 2012    | Quito                 | Sand      | Guillaume Rufin    | 6:2, 7:64       |
| 6.  | 13. Oktober 2013   | São José do Rio Preto | Sand      | Alejandro González | 7:60, 6:3       |
| 7.  | 5. Januar 2014     | São Paulo             | Hartplatz | Alejandro González | 6:4, 6:4        |
| 8.  | 7. August 2016     | Cortina d’Ampezzo     | Sand      | Laslo Đere         | 6:4, 7:64       |
| 9.  | 14. August 2016    | Fano                  | Sand      | Nicolás Kicker     | 6:4, 6:712, 6:2 |

### Doppel

#### Turniersiege
| Nr. | Datum              | Turnier           | Belag     | Partner           | Finalgegner                           | Ergebnis         |
| --- | ------------------ | ----------------- | --------- | ----------------- | ------------------------------------- | ---------------- |
| 1.  | 3. Mai 2009        | Pereira           | Sand      | Víctor Estrella   | Juan Sebastián Cabal Alejandro Falla  | 6:4, 6:4         |
| 2.  | 23. September 2012 | Campinas          | Sand      | Marcelo Demoliner | Marcel Felder Máximo González         | 6:1, 7:5         |
| 3.  | 21. Oktober 2012   | Rio de Janeiro    | Sand      | Marcelo Demoliner | João Sousa Frederico Gil              | 6:2, 6:4         |
| 4.  | 28. Oktober 2012   | Porto Alegre      | Sand      | Marcelo Demoliner | Simon Greul Alessandro Motti          | 6:3, 3:6, [10:7] |
| 5.  | 9. März 2013       | Santiago de Chile | Sand      | Marcelo Demoliner | Federico Delbonis Diego Junqueira     | 7:5, 6:1         |
| 6.  | 27. April 2013     | São Paulo         | Sand      | Marcelo Demoliner | Jamie Cerretani Pierre-Hugues Herbert | 6:4, 3:6, [10:6] |
| 7.  | 21. September 2014 | Quito             | Hartplatz | Marcelo Demoliner | Duilio Beretta Martín Cuevas          | 6:4, 6:4         |

#### Finalteilnahmen
| Nr. | Datum           | Turnier | Belag | Partner         | Finalgegner                        | Ergebnis  |
| --- | --------------- | ------- | ----- | --------------- | ---------------------------------- | --------- |
| 1.  | 8. Februar 2015 | Quito   | Sand  | Víctor Estrella | Gero Kretschmer Alexander Satschko | 5:7, 6:73 |